# بيغ كريك (أوزارك)
بيغ كريك هي بلدة غير نشطة في مقاطعة أوزارك في ولاية ميزوري.
شيدت البلدة في عام 1841، وسُمّيت باسم بيغ نورث فورك كريك.